# Eurovision Song Contest 1986
Der 31. Eurovision Song Contest fand am 3. Mai 1986 in der Grieghallen von Bergen statt. Zum ersten Mal nahm Island am Eurovision Song Contest teil. Die Niederlande und Jugoslawien waren wieder vertreten. Griechenland und Italien sagten ihre Teilnahme ab. Für Deutschland nahm die Sängerin Ingrid Peters mit dem Titel Über die Brücke geh’n teil, der auf dem achten Platz landete. Schlechter ging es Österreich: Die Zeit ist einsam von Timna Brauer wurde Achtzehnter. Besser erging es der Schweiz: Daniela Simons wurde mit Pas pour moi Zweite.

## Besonderheiten
Diese Austragung des Contests hatte einen besonderen Rekord zu verzeichnen: Sandra Kim war die jüngste Siegerin bisher. Sie gab an, 15 Jahre alt zu sein, in Wirklichkeit war sie erst 13. Die zweitplatzierte Schweiz witterte die Chance, den Sieg noch zu holen und legte (erfolglos) Rekurs gegen die Wertung ein. Nachdem es 1989 erneut Diskussionen über zwei elf- und zwölfjährige Kinder gab, die für Frankreich beziehungsweise Israel sangen, wurde das Mindestalter der Teilnehmer ab 1990 auf 16 Jahre festgelegt.
Island konnte das erste Mal teilnehmen, da die Isländer „endlich“ garantieren konnten, dass die Telefonverbindung bei der Übermittlung der isländischen Punkte nicht zusammenbricht.

## Teilnehmer

Teilnehmende Länder
Länder, die bereits an einem früheren ESC teilgenommen hatten, aber nicht im Jahr 1986

Island nahm zum ersten Mal am Eurovision Song Contest teil. Jugoslawien und die Niederlande nahmen nach dem Jahr Pause wieder teil. Da aber Griechenland und Italien nicht starteten, stieg die Teilnehmerzahl „nur“ auf 20 Länder.

### Wiederkehrende Interpreten
| Land       | Interpreten                                          | Vorherige(s) Teilnahmejahr(e) |
| ---------- | ---------------------------------------------------- | --- |
| Belgien    | Patricia Maessen (Begleitung)                        | 1970 für die Niederlande (als Mitglied von Hearts of Soul) • 1977 (als Mitglied von Dream Express)                                  |
| Dänemark   | John Hatting (Begleitung)                            | 1982 (als Mitglied von Brixx) |
| Frankreich | Catherine Bonnevay (als Mitglied von Cocktail Chic)  | Begleitung: 1978 für Belgien • 1978 für BR Deutschland • 1974 und 1979 für Luxemburg • 1974 und 1976 für Monaco                     |
| Frankreich | Francine Chantereau (als Mitglied von Cocktail Chic) | Begleitung: 1977, 1978 und 1981 •• 1978 für Belgien • 1978 für BR Deutschland • 1974, 1979 und 1982 für Luxemburg • 1974 für Monaco |
| Frankreich | Martine Latorre (als Mitglied von Cocktail Chic)     | Begleitung: 1978 und 1981 •• 1978 für Belgien • 1974, 1979 und 1982 für Luxemburg • 1974 und 1978 für Monaco                        |
| Frankreich | Dominique Poulain (als Mitglied von Cocktail Chic)   | Begleitung: 1977, 1978 und 1979 •• 1978 für BR Deutschland • 1974 für Luxemburg • 1974, 1976 und 1978 für Monaco                    |
| Israel     | Reuven Gvirtz (Begleitung)                           | 1979 (als Mitglied von Milk and Honey)                                                                                              |
| Schweden   | Lasse Holm (Duett mit Monica Törnell)                | Begleitung: 1982 und 1983 |
| Spanien    | José María Guzmán (als Mitglied von Cadillac)        | Begleitung: 1980 |
| Zypern     | Elpida                                               | 1979 für Griechenland |

### Dirigenten
Jedes Lied außer dem aus dem Vereinigten Königreich wurde mit Live-Musik begleitet bzw. kam Live-Musik zum Einsatz – folgende Dirigenten leiteten das Orchester bei dem jeweiligen Land:
- Luxemburg – Rolf Soja
- Jugoslawien – Nikica Kalogjera
- Frankreich – Jean-Claude Petit
- Norwegen – Egil Monn-Iversen
- Vereinigtes Königreich – keine Orchesterbegleitung
- Island – Gunnar Þórdarsson
- Niederlande – Harry van Hoof
- Türkei – Melih Kibar
- Spanien – Eduardo Leiva
- Schweiz – Atilla Şereftuğ
- Israel – Yoram Zadok
- Irland – Noel Kelehan
- Belgien – Jo Carlier
- BR Deutschland – Hans Blum
- Zypern – Martyn Ford
- Österreich – Richard Oesterreicher
- Schweden – Anders Berglund
- Dänemark – Egil Monn-Iversen
- Finnland – Ossi Runne
- Portugal – Colin Frechter

## Abstimmungsverfahren
In jedem Land gab es eine elfköpfige Jury, die zunächst die zehn besten Lieder intern ermittelten. Danach vergaben die einzelnen Jurys 12, 10, 8, 7, 6, 5, 4, 3, 2 Punkte und 1 Punkt an diese zehn besten Lieder.

## Platzierungen
| Platz | Startnr. | Land                   | Interpret                                            | Lied Musik (M) und Text (T)                                                                | Sprache        | Übersetzung (Inoffiziell)                                                   | Punkte |
| ----- | -------- | ---------------------- | ---------------------------------------------------- | ------------------------------------------------------------------------------------------ | -------------- | --------------------------------------------------------------------------- | ------ |
| 01.   | 13       | Belgien                | Sandra Kim                                           | J’aime la vie M: Jean-Paul Furnémont, Angelo Crisci; T: Rosario Marino Atria               | Französisch    | Ich liebe das Leben                                                         | 176    |
| 02.   | 10       | Schweiz                | Daniela Simons                                       | Pas pour moi M: Atilla Şereftuğ; T: Nella Martinetti                                       | Französisch    | Nicht für mich                                                              | 140    |
| 03.   | 01       | Luxemburg              | Sherisse Laurence                                    | L’amour de ma vie M: Rolf Soja; T: Frank Dostal, Alain Garcia                              | Französisch    | Die Liebe meines Lebens                                                     | 117    |
| 04.   | 12       | Irland                 | Luv Bug                                              | You Can Count on Me M/T: Kevin Sheerin                                                     | Englisch       | Du kannst auf mich zählen                                                   | 096    |
| 05.   | 17       | Schweden               | Lasse Holm and Monica Törnell                        | E’ de’ det här du kallar kärlek? M/T: Lasse Holm                                           | Schwedisch     | Ist es das hier, was du Liebe nennst?                                       | 078    |
| 06.   | 18       | Dänemark               | Trax                                                 | Du er fuld af løgn M/T: John Hatting                                                       | Dänisch        | Du bist so verlogen                                                         | 077    |
| 07.   | 05       | Vereinigtes Königreich | Ryder                                                | Runner in the Night M: Brian Wade; T: Maureen Darbyshire                                   | Englisch       | Läufer in der Nacht                                                         | 072    |
| 08.   | 14       | BR Deutschland         | Ingrid Peters                                        | Über die Brücke geh’n M/T: Hans Blum                                                       | Deutsch        | —                                                                           | 062    |
| 09.   | 08       | Türkei                 | Klips ve Onlar                                       | Halley M: Melih Kibar; T: İlhan İrem                                                       | Türkisch a     | (Name eines Kometen)                                                        | 053    |
| 10.   | 09       | Spanien                | Cadillac                                             | Valentino M/T: José María Guzmán                                                           | Spanisch       | (Gemeint ist Rudolph Valentino)                                             | 051    |
| 11.   | 02       | Jugoslawien            | Doris Dragović                                       | Željo moja M/T: Zrinko Tutić                                                               | Kroatisch      | Mein Verlangen                                                              | 049    |
| 12.   | 04       | Norwegen               | Ketil Stokkan                                        | Romeo M/T: Ketil Stokkan                                                                   | Norwegisch     | (Gemeint ist die Figur aus Shakespeares Romeo und Julia)                    | 044    |
| 13.   | 07       | Niederlande            | Frizzle Sizzle                                       | Alles heeft ritme M: Peter Schön, Rob Ten Bokum; T: Peter Schön                            | Niederländisch | Alles hat Rhythmus                                                          | 040    |
| 14.   | 20       | Portugal               | Dora                                                 | Não sejas mau para mim M/T: Guilherme Inês, Zé da Ponte, Luís Manuel de Oliveira Fernandes | Portugiesisch  | Sei nicht gemein zu mir                                                     | 028    |
| 15.   | 19       | Finnland               | Kari Kuivalainen                                     | Never the End M/T: Kari Kuivalainen                                                        | Finnisch b     | Niemals das Ende (Assoziiert zu „The End / Ende“ beim Abspann eines Filmes) | 022    |
| 16.   | 06       | Island                 | ICY                                                  | Gleðibankinn M/T: Magnús Eiríksson                                                         | Isländisch     | Die Bank der Freude                                                         | 019    |
| 17.   | 03       | Frankreich             | Cocktail Chic                                        | Européennes M/T: Georges Cost, Michel Costa                                                | Französisch    | Europäerinnen                                                               | 013    |
| 18.   | 16       | Österreich             | Timna Brauer                                         | Die Zeit ist einsam M: Peter Janda; T: Peter Cornelius                                     | Deutsch        | —                                                                           | 012    |
| 19.   | 11       | Israel                 | Moti Giladi and Sarai Tzuriel מוטי גלעדי ושרי צוריאל | Yavoh yom (יבוא יום) M: Yoram Zadok; T: Moti Galadi                                        | Hebräisch      | Der Tag wird kommen                                                         | 007    |
| 20.   | 15       | Zypern                 | Elpida Ελπίδα                                        | Tora zo (Τώρα ζω) M: Peter Yiannakis; T: Peter Yiannakis, Fivos Gavris                     | Griechisch     | Jetzt lebe ich                                                              | 004    |

## Punktevergabe
| Land | Abstimmungsergebnisse | Abstimmungsergebnisse | Abstimmungsergebnisse | Abstimmungsergebnisse | Abstimmungsergebnisse | Abstimmungsergebnisse | Abstimmungsergebnisse | Abstimmungsergebnisse | Abstimmungsergebnisse | Abstimmungsergebnisse | Abstimmungsergebnisse | Abstimmungsergebnisse | Abstimmungsergebnisse | Abstimmungsergebnisse | Abstimmungsergebnisse | Abstimmungsergebnisse | Abstimmungsergebnisse | Abstimmungsergebnisse | Abstimmungsergebnisse | Abstimmungsergebnisse | Abstimmungsergebnisse | Abstimmungsergebnisse |
| Land | Punkte                | LU                    | YU                    | FR                    | NO                    | UK                    | IS                    | NL                    | TR                    | ES                    | CH                    | IL                    | IR                    | BE                    | DE                    | CY                    | AT                    | SE                    | DK                    | FI                    | PT                    | Votings               |
| --- | --------------------- | --------------------- | --------------------- | --------------------- | --------------------- | --------------------- | --------------------- | --------------------- | --------------------- | --------------------- | --------------------- | --------------------- | --------------------- | --------------------- | --------------------- | --------------------- | --------------------- | --------------------- | --------------------- | --------------------- | --------------------- | --------------------- |
| Luxemburg | 117                   |                       | 5                     | 8                     | 12                    | 8                     | 1                     | 8                     | –                     | –                     | 2                     | 4                     | 7                     | 10                    | 12                    | 8                     | 10                    | 10                    | 2                     | 4                     | 6                     | 17                    |
| Jugoslawien | 049                   | 2                     |                       | –                     | –                     | 7                     | 5                     | 7                     | 3                     | 3                     | –                     | 1                     | 3                     | 4                     | –                     | 12                    | 1                     | 1                     | –                     | –                     | –                     | 12                    |
| Frankreich | 013                   | –                     | –                     |                       | 3                     | –                     | –                     | –                     | –                     | –                     | 7                     | –                     | –                     | –                     | –                     | –                     | –                     | 3                     | –                     | –                     | –                     | 03                    |
| Norwegen | 044                   | –                     | –                     | 4                     |                       | –                     | 4                     | 2                     | –                     |                       | 6                     | –                     | 6                     | 5                     | 6                     | 6                     | –                     | –                     | 5                     | –                     | –                     | 09                    |
| Vereinigtes Königreich                                                                                                 | 072                   | 4                     | –                     | 10                    | 6                     |                       | –                     | –                     | 6                     | 2                     | 4                     | 2                     | –                     | –                     | 5                     | 2                     | 3                     | 8                     | 8                     | 10                    | 2                     | 14                    |
| Island | 019                   | –                     | –                     | –                     | –                     | –                     |                       | 5                     | 2                     | 6                     | –                     | –                     | –                     | –                     | –                     | 4                     | –                     | 2                     | –                     | –                     | –                     | 05                    |
| Niederlande | 040                   | 1                     | 2                     | –                     | –                     | –                     | –                     |                       | 7                     | 1                     |                       | 8                     | –                     | –                     | 10                    | 1                     | –                     | –                     | –                     | 3                     | 7                     | 09                    |
| Türkei | 053                   | 6                     | 12                    | –                     | –                     | 2                     | –                     | 6                     |                       | –                     | 8                     | 3                     | –                     | 6                     | 8                     | –                     | 2                     | –                     | –                     | –                     | –                     | 09                    |
| Spanien | 051                   | 7                     | 4                     | 6                     | –                     | 1                     | 2                     | –                     | 8                     |                       | 1                     | –                     | 5                     | 3                     | –                     | –                     | 7                     | –                     | 3                     | 1                     | 3                     | 13                    |
| Schweiz | 140                   | 12                    | 6                     | 7                     | 5                     | 5                     | 3                     | 12                    | 10                    | 4                     |                       | 12                    | 10                    | 12                    | –                     | 5                     | 4                     | 12                    | 4                     | 7                     | 10                    | 18                    |
| Israel | 007                   | –                     | –                     | 1                     | 1                     | –                     | –                     | –                     | –                     | –                     | 5                     |                       | –                     | –                     | –                     | –                     | –                     | –                     | –                     | –                     | –                     | 03                    |
| Irland | 096                   | 3                     | 8                     | 3                     | 2                     | –                     | 8                     | –                     | 5                     | 12                    | –                     | 6                     |                       | 2                     | –                     | –                     | 12                    | 7                     | 12                    | 8                     | 8                     | 14                    |
| Belgien | 176                   | 10                    | 10                    | 12                    | 8                     | 10                    | 10                    | 10                    | 12                    | 10                    | 10                    | 5                     | 12                    |                       | 1                     | 10                    | 6                     | 6                     | 10                    | 12                    | 12                    | 19                    |
| Deutschland | 062                   | 8                     | 1                     | –                     | –                     | 12                    | –                     | –                     | –                     | –                     | –                     | –                     | 8                     | 7                     |                       | –                     | 8                     | 5                     | 7                     | 2                     | 4                     | 10                    |
| Zypern | 004                   | –                     | 3                     | –                     | –                     | –                     | –                     | –                     | –                     | –                     | –                     | –                     | 1                     | –                     | –                     |                       | –                     | –                     | –                     | –                     | –                     | 02                    |
| Österreich | 012                   | –                     | –                     | –                     | –                     | –                     | –                     | –                     | –                     | –                     | –                     | –                     | 2                     | 1                     | 2                     | –                     |                       | –                     | –                     | 6                     | 1                     | 05                    |
| Schweden | 078                   | 5                     | 7                     | 2                     | 7                     | 3                     | 12                    | 3                     | –                     | 7                     | 12                    | –                     | –                     | –                     | 4                     | –                     | 5                     |                       | 6                     | 5                     | –                     | 13                    |
| Dänemark | 077                   | –                     | –                     | 5                     | 10                    | 6                     | 7                     | 4                     | –                     | 5                     | 3                     | 10                    | 4                     | –                     | 7                     | 7                     | –                     | 4                     |                       | –                     | 5                     | 13                    |
| Finnland | 022                   | –                     | –                     | –                     | –                     | –                     | 6                     | 1                     | 1                     | –                     | –                     | –                     | –                     | 8                     | 3                     | 3                     | –                     | –                     | –                     |                       | –                     | 06                    |
| Portugal | 028                   | –                     | –                     | –                     | 4                     | 4                     | –                     | –                     | 4                     | 8                     | –                     | 7                     | –                     | –                     | –                     | –                     | –                     | –                     | 1                     | –                     |                       | 06                    |
| Die Tabelle ist senkrecht nach der Auftrittsreihenfolge geordnet, waagerecht nach der chronologischen Punkteverlesung. |                       |                       |                       |                       |                       |                       |                       |                       |                       |                       |                       |                       |                       |                       |                       |                       |                       |                       |                       |                       |                       |                       |

### Statistik der Zwölf-Punkte-Vergabe
| Anzahl | Land        | erhalten von                                      |
| ------ | ----------- | ------------------------------------------------- |
| 5      | Belgien     | Finnland, Frankreich, Irland, Portugal, Türkei    |
| 5      | Schweiz     | Belgien, Israel, Luxemburg, Niederlande, Schweden |
| 3      | Irland      | Dänemark, Österreich, Spanien                     |
| 2      | Luxemburg   | Deutschland, Norwegen                             |
| 2      | Schweden    | Island, Schweiz                                   |
| 1      | Deutschland | Vereinigtes Königreich                            |
| 1      | Jugoslawien | Zypern                                            |
| 1      | Türkei      | Jugoslawien                                       |

## Deutsche Vorausscheidung
Die deutsche Vorausscheidung Ein Lied für Bergen fand am 27. März 1986 statt. Es gewann Ingrid Peters mit Über die Brücke geh’n.